# Roman Heising
Roman Heising (ur. 8 lipca 1902 w Wieruszowie, zm. 7 października 1989 w Gdyni) – polski śpiewak (baryton), muzykolog i pedagog, przewodniczący Miejskiej Rady Narodowej w Kępnie (1945), rektor Państwowej Wyższej Szkoły Muzycznej w Sopocie (1961–1972)

## Życiorys
W latach 1918–1920 uczęszczał do Ursynowskiego Seminarium Nauczycielskiego w Warszawie. Ukończył Państwowe Męskie Seminarium Nauczycielskie w Lesznie (1922), wyższy kurs nauczycielski w Poznaniu, Wydział Pedagogiczny i Śpiewu Solowego Państwowego Konserwatorium w Poznaniu (dyplom wirtuozowski w 1929) oraz studia muzykologiczne na Uniwersytecie Poznańskim (1938). W latach 1922–1925 pracował jako nauczyciel wiejski w Wielkopolsce, w latach 1925–1930 był nauczycielem i instruktorem muzycznym Kuratorium Okręgu Szkolnego w Poznaniu. Od 1930 do 1939 był wykładowcą Państwowego Konserwatorium w Poznaniu i lektorem solfeżu na Uniwersytecie Poznańskim. W okresie międzywojennym dał ponad 100 występów w Operze Poznańskiej oraz ponad 300 na estradach całego kraju. Pełnił także funkcję instruktora muzycznego Kuratorium Okręgu Szkolnego w Poznaniu, dyrygował poznańskimi chórami oraz prowadził wakacyjne kursy teatrów i chórów ludowych.
W czasie okupacji niemieckiej ukrywał się przed gestapo.
W 1945 pracował jako nauczyciel gimnazjum w Kępnie, pełniąc tam także obowiązki przewodniczącego Miejskiej Rady Narodowej. W tym samym roku rozpoczął pracę pedagogiczną w dziedzinie teorii muzyki w Gdańskim Instytucie Muzycznym z siedzibą w Sopocie. W latach 1945–1946 był zastępcą kierownika Wydziału Oświaty i Kultury, następnie do 1949 kierował Wydziałem Społecznym w Zarządzie Miasta w Sopocie. Pełnił mandat radnego Sopotu (1945–1949 i 1961–1964, przewodniczył wtedy Komisji Kultury MRN), był także członkiem Komisji Kultury KW PZPR w Gdańsku. Od 1952 do 1956 był dyrektorem Państwowego Liceum Muzycznego w Sopocie. W latach 1947–1972 pracował w Państwowej Wyższej Szkoły Muzycznej w Sopocie. Pełnił w niej funkcje: kierownika Katedry Wychowania Muzycznego (1961–1972), dziekana Wydziału Pedagogicznego (1947–1961), prorektora (1954 i 1959) oraz rektora (1961–1972).

Jako rektor zadbał o pozyskanie pomieszczeń dla uczelni w gmachu gdańskich szkół muzycznych. Wygłosił ponad 700 prelekcji i napisał ponad 400 artykułów i recenzji muzycznych. W dziedzinie muzykologii zapisał się odnalezieniem, opracowaniem i przygotowaniem wykonania estradowego Magnificat na sola, chór i orkiestrę Marcina Żebrowskiego i kantaty Wstań, Gdańsku Johanna Balthasara Christiana Freislicha na 300 rocznicę wypędzenia Krzyżaków z Gdańska w 1754. Doprowadził także do wydania innych dzieł Żebrowskiego przez Polskie Wydawnictwo Muzyczne. Współredagował miesięczniki „Muzyka w szkole” i „Lutnia”. Kilkakrotnie zasiadał w jury międzynarodowych festiwali piosenki w Sopocie. Autor książki Metodyka nauczania śpiewu (1930). Występował jako solista w Filharmonii Bałtyckiej. Mieszkał z rodziną w Sopocie przy ul. Bieruta (obecnie Haffnera). Od 1927 żonaty z Heleną (zm. 1955), z którą miał dwie córki: Amelię, żonę Antoniego Poszowskiego, i Lucynę.

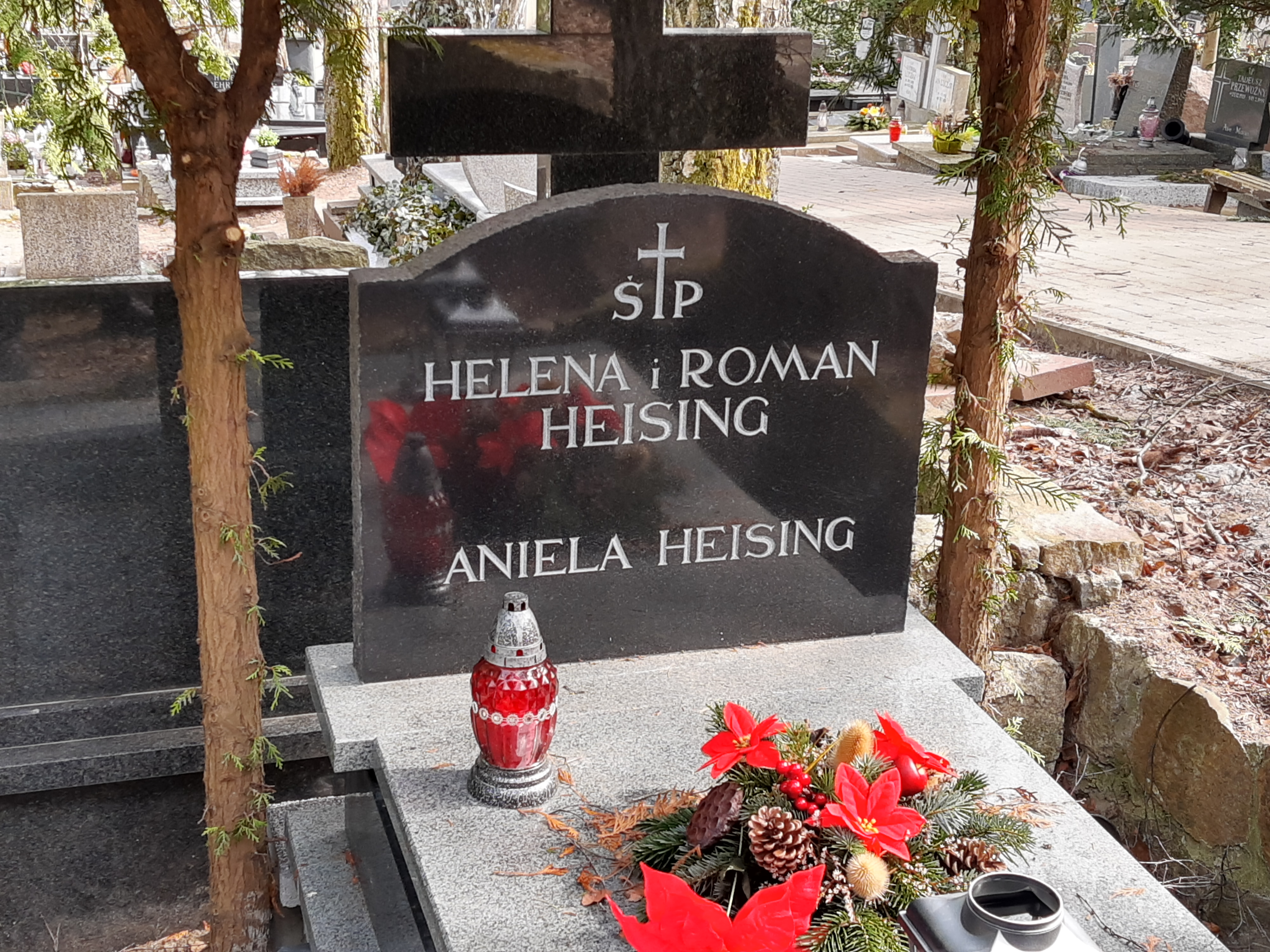
Grób rektora PWSM Romana Heisinga na cmentarzu katolickim w Sopocie

Zmarł w Gdyni, pochowany na cmentarzu katolickim w Sopocie (kwatera B4-F-15).

## Ordery i odznaczenia
- Krzyż Komandorski Orderu Odrodzenia Polski (1972)
- Krzyż Kawalerski Orderu Odrodzenia Polski (1962)
- Złoty Krzyż Zasługi (1955)
- Srebrny Krzyż Zasługi (trzykrotnie: 1934, 1938, 22 lipca 1952[6])
- Medal 10-lecia Polski Ludowej (23 maja 1955)[7]
- Medal „Za Zasługi dla Obronności Kraju” (1972)
- Odznaka tytułu honorowego „Zasłużony Nauczyciel Polskiej Rzeczypospolitej Ludowej” (1971)
- Odznaka 1000-lecia Państwa Polskiego

## Nagrody
- Nagroda prezydenta Gdańska za działalność społeczną i artystyczną (1957)
- Nagroda Ministra Kultury i Sztuki I stopnia (1971) i II stopnia (1966)
- tytuł honorowego obywatela Sopotu (1982)

## Upamiętnienie
Od 2002 jego imię nosi aula w gdańskiej Akademii Muzycznej.